# کوین دود
کوین دود (Kevin Dowd)، اقتصاددان اهل بریتانیا است و حوزه‌های پژوهشی مورد علاقه وی شامل، پول خصوصی و بانکداری آزاد، نظام‌های پولی و اقتصاد کلان، اندازه‌گیری و مدیریت ریسک مالی، افشا سازی ریسک، اقتصاد سیاسی و تحلیل سیاست‌ها و مدل‌سازی حقوق بازنشستگی و مرگ و میر می‌باشد. در حال حاضر، او یکی از اعضای کابدن پارتنرز مقیم در لندن و استاد مالی و اقتصاد در مدرسه بازرگانی دانشگاه دورام است.

## اوایل زندگی و تحصیلات
دود در ۱۹۵۸ میلادی در میدلزبرو متولد شد، در کالج سنت ماری، میدلزبرو شرکت کرد و برای آموزش اقتصاد در ۱۹۷۷ میلادی وارد دانشگاه شفیلد شد. او یک مدرک BA در رشته اقتصاد از دانشگاه شفیلد، یک مدرک MA در اقتصاد از دانشگاه وسترن انتاریو و یک مدرک دکترای تخصصی در رشته اقتصاد کلان از دانشگاه شفیلد دارد.

## حرفه
دود عضو مؤسسه کیتو؛ عضو ارشد در مرکز کوبدین، یک «مرکز خیریه آموزشی مستقل… که برای پژوهش روی اقتصاد و علوم سیاسی بنیان‌گذاری شده‌است»؛ وی هم‌چین با مؤسسه امور اقتصادی؛ مؤسسه برونو لیونی؛ مؤسسه مستقل؛ و مؤسسه حقوق بازنشستگی ارتباط دارد.
وی قبلاً در سمت‌های مختلفی در شورای اقتصادی انتاریو در تورانتو، دانشگاه شفیلد هالم، دانشگاه شفیلد و دانشگاه ناتینگهام خدمت نموده‌است.

## برگزیت
کوین دود عضو اندیشکدهٔ اقتصاددانان برای تجارت آزاد بوده و یکی از حامیان پراشتیاق برگزیت است. او یکی از همکاران برجسته در گروه لابی‌گری به نفع برگزیت، معروف به گروه برگزیت مرکزی، است.

## آثار منتشر شده
حوزه پژوهشی اصلی دود پول خصوصی و بانکداری آزاد است – نظام‌های پولی و مالی که بدون مداخله دولت و در غیاب هرگونه بانک مرکزی فعالیت می‌کنند. یکی از حوزه‌های مرتبط که کار وی روی آن تمرکز دارد بانکداری مرکزی و سایر انواع دخالت دولت در اقتصاد است، به‌ویژه بیمه سپرده، آخرین مرجع وام دهنده و مقررات حداقل سرمایه سیال بانک. وی همواره تقاضای لغو بانک‌های مرکزی و پایان دادن به مداخلات دولت در نظام مالی را نموده‌است.
او طرفدار نظام‌های پولی رقابتی است. کار وی، پول‌های خصوصی جدید – یک بازیگر بیت-پارت؟ از نظام‌های پولی خصوصی طلا مانند دلار لیبرتی و ائی-گلد (واحد پولی طلای دیجیتال) حمایت نموده و همچنین از بیت‌کوین اظهار حمایت کرده‌است. دود حامی نظام‌های پولی مبتنی بر ارزش مانند استاندارد طلا بوده و منتقد پول مبتنی بر فیات است که توسط بانک مرکزی صادر می‌گردد.
دود به‌طور گسترده رویکرد اتریشی را بر اقتصاد اعمال می‌کند، اما رویکردی که شدیداً متأثر از نظریه کمی پول و کارهای متخصصین پولی مانند میلتون فریدمن و دیوید لایدلر است. او طرفدار لِسه فِر بوده و منتقد مکتب اقتصادی کینزی و سایر مکتب‌های طرفدار مداخله دولت، است.
او با استفاده از رویکرد بازار-آزاد راه حلی برای بحران مالی جاری پیشنهاد نموده‌است که مبتنی بر بدهی شخصی بیشتر برای بانک‌داران ارشد، خروج دولت از نظام مالی و بازگرداندن معیار پولی درست می‌باشد. در این راستا، او همچنین به نماینده محافظه‌کار پارلمان از حوزه ویکام، استیو بیکر در رابطه با دو لایحه فردی‌اش برای حل بحران مشاوره داده‌است: لایحه خدمات مالی (مقرره فرعی‌ها) که به هدف بازگرداندن معیارهای صحیح حساب‌داری ارایه گردید و لایحه (ریفورم) نهادهای مالی که درخواست اصلاحات بنیادی سیستم بانکداری و پایان بخشیدن به دخالت دولت در بانکداری را ارایه کرد.
دود به‌طور مکرر استدلال نموده‌است که بحران مالی جهانی هیچ‌گاهی حل نشده‌است و این‌که سیاست‌های اتخاذ شده از ۲۰۰۷ میلادی تاکنون غیرموثر و غیرقانونی بوده و نتیجه برعکس داشته‌است. او باورمند است که یک شیوع جدید بحران مالی، با پیامدهای از هم پاشیدن سیستم مالی، تورم بالا و ورشکستگی دولت در بیشتر نقاط جهان پیشرفته، محتمل است.
دود همچنین به‌طور گسترده‌ای در مورد اندازه‌گیری و مدیریت ریسک مالی نوشته‌است. او استدلال نموده که مدل‌سازی امور مالی به لحاظ مفهومی نادرست است، چون این نظریه مبتنی بر این باور خام «علمی» است که سیستم‌های اقتصادی را می‌توان با استفاده از روش‌های کمی که به‌طور نادرست از علوم طبیعی مانند فیزیک وارد شده‌اند، مدل‌سازی نمود. او به‌خصوص منتقد روش پرکاربرد اندازه‌گیری خطر، دارایی-در-خطر (Var) و مفروضات آن، استفاده از مدیریت خطر «نرمال» یا توزیع گاوسی و استفاده از مدل‌های ریسک مالی برای اهداف تنظیمی است.
دیوید یکی از دو مخترع سهم مشخص (DC) در نرم‌افزار PensionMetrics، مدل بازنشستگی اتفاقی و استراتژی سبک زندگی اتفاقی تخصیص دارایی است. او و دیوید بلیک مجموعهٔ از اصول خوب برای مدل‌سازی برنامه‌های حقوق بازنشستگی DC را پیشنهاد نموده‌اند، او همچنین با دیبی هاریسون و بلیک اخیراً دو گزارش در مورد وضعیت بازار حقوق بازنشستگی DC در انگلستان منتشر کرده‌اند: آیا فروشنده متوجه است (Caveat Venditor)، این گزارش تأکید می‌نماید که حقوق بازنشستگی باید با در نظر داشت اصل توجه به فروشنده نه به خریدار باشد و گزاش ارزش پول (VfM) که ارزش پول را در بازار حقوق بازنشستگی انگلستان به بررسی گرفت. این گزارش‌ها به نقد هزینه‌های بلند، پیچیدگی بیش از حد و فقدان شفافیت در صنعت حقوق بازنشستگی انگلستان پرداختند.
در حوزه بیم‌سنجی زندگی، دود و همکاران در رابطه با تبعات مالی ریسک مرگ و میر و طول عمر نوشته‌های ارایه نموده‌اند. آن‌ها معاوضه بازمانده (survivor swaps)، گزینه‌های معاوضه بازمانده (survivor swaptions)، مدل مرگ و میر CBD (CBD mortality model) و مدل مرگ و میر جاذبه دو-جمعیت (gravity two-population mortality model) را اختراع نمودند.
دود با کوبدین پارتنرز که یک خدمات مشورتی عالی در لندن است، کار می‌کند و او همچنین یکی از اعضای بنیان‌گذار مدرسه بازرگانی صوفیه، مقیم صوفیه، بلغارستان، است.